# Ждахин, Алексей Геннадьевич
Алексей Геннадьевич Ждахин (род. 15 февраля 1966, Пермь) — советский и российский хоккеист (нападающий), тренер.

## Биография
Воспитанник пермского «Молота», первый тренер — Андрей Васильевич Шевелев.
За пермскую команду мастеров сыграл в сезоне 1984/85 в первой лиге первенства СССР. Бронзовый призёр молодёжного чемпионата СССР 1984 года. После перерыва на армейскую службу (где в хоккей не играл) провёл три сезона в нижнетагильском «Спутнике» (вторая лига), затем два — в «Ижстали» (первая лига). После распада СССР выступал в Межнациональной хоккейной лиге («Авангард», «Рубин»), Суперлиге чемпионата России («Рубин», «Авангард», «Амур»; также «Сибирь» в переходном турнире 1998 года), Высшей лиге чемпионата России («Носта — Южный Урал», «Металлург» Серов, «Спутник»). Кроме того, в 1999 году выступал за итальянский «Брунек».
Завершив игровую карьеру, стал тренером «Спутника-2»; в сезонах 2003/04, 2004/05, 2005/06, 2007/08 — тренер первой команды нижнетагильского клуба (ассистировал Валерию Иванову, Юрию Пережогину, Владимиру Собровину), в сентябре — октябре 2004 — и. о. главного тренера, в сезоне 2006/07 и с 2008 по октябрь 2010 года — главный тренер «Спутника» (высшая лига, с сезона 2010/11 — ВХЛ). С января 2011 года — второй тренер ангарского «Ермака» (при главном — Викторе Лаухине), с 29 сентября 2011 по 30 марта 2013 — главный тренер «Ермака» (ВХЛ). С апреля 2013 года — главный тренер ТХК, также выступающего в ВХЛ.  Под руководством Ждахина ТХК дважды стал полуфиналистом ВХЛ (2015, 2016) и показал лучший результат в регулярном первенстве сезона 2015/16. По итогам сезона 2015/16 Ждахин, наряду с Ришатом Гимаевым и Ильназом Загитовым, был номинирован на приз лучшему тренеру ВХЛ; приз был присуждён Гимаеву.
2 апреля 2015 года в ходе 2-го периода 3-го матча 1/2 финала Кубка Братины Ждахин подрался с главным тренером ижевской «Ижстали» Андрем Разиным, за что оба тренера были удалены до конца матча.
22 апреля 2016 года было сообщено, что Ждахин покидает ТХК.
С мая 2016 года по ноябрь 2017 года и в сезоне 2019/20 А. Г. Ждахин тренировал казахстанскую команду ВХЛ «Торпедо» Усть-Каменогорск. В сезоне 2016/17 руководимое Ждахиным «Торпедо» стало серебряным призёром ВХЛ, заняв первое место в регулярном первенстве и дойдя до финала плей-офф.
Окончил Омский институт физической культуры. Женат. Сыновья Михаил (род. 1989) и Павел (род. 1996) — хоккеисты.

### Статистика (главный тренер)
Данные до 2013 года не приведены.
Последнее обновление: 30 мая 2016 года.
| Команда     | Турнир-сезон | Регулярный сезон | Регулярный сезон | Регулярный сезон | Регулярный сезон | Регулярный сезон | Регулярный сезон | Регулярный сезон | Регулярный сезон | Регулярный сезон | Плей-офф | Плей-офф | Плей-офф   |
| Команда     | Турнир-сезон | И                | В                | ВО/ВБ            | Н                | ПО/ПБ            | П                | О                | О%               | Результат        | В        | П        | Результат  |
| ----------- | ------------ | ---------------- | ---------------- | ---------------- | ---------------- | ---------------- | ---------------- | ---------------- | ---------------- | ---------------- | -------- | -------- | ---------- |
| ТХК         | ВХЛ 2014-15  | 50               | 21               | 7                | —                | 9                | 13               | 86               | 57,3%            | 8 (из 26)        | 0        | 4        | 1/8 финала |
| ТХК         | ВХЛ 2014-15  | 52               | 20               | 14               | —                | 4                | 14               | 92               | 59,0%            | 3 (из 24)        | 8        | 10       | 1/2 финала |
| ТХК         | ВХЛ 2015-16  | 49               | 31               | 3                | —                | 4                | 11               | 103              | 70,1%            | 1 (из 26)        | 10       | 8        | 1/2 финала |
| Всего в ТХК | Всего в ТХК  | 151              | 72               | 24               | —                | 17               | 38               | 281              | 62,0%            |                  | 18       | 22       |            |